# 2-Phenylbutyronitril
2-Phenylbutyronitril ist eine chemische Verbindung aus der Gruppe der Nitrile.

## Gewinnung und Darstellung
2-Phenylbutyronitril kann durch Reduktion von 2-Phenyl-2-butennitril oder durch Ethylierung von Phenylacetonitril gewonnen werden.

## Eigenschaften
2-Phenylbutyronitril ist eine farblose Flüssigkeit.

## Verwendung
2-Phenylbutyronitril kann als Zwischenprodukt zur Herstellung von anderen Chemikalien (zum Beispiel Michael-Addukten) und als ein Lösungsmittel für elektrochrome Elektrolyte verwendet werden.

## Externe Links zu erwähnten Verbindungen
1. ↑  Externe Identifikatoren von bzw. Datenbank-Links zu 2-Phenyl-2-butennitril:  CAS-Nr.: 38586-17-3, PubChem: 11947692, Wikidata: Q82304645.